# Список эпизодов телесериала «Джоуи»
Ниже приведён список и описание эпизодов американского ситкома «Джоуи».

## Обзор сезонов
| Сезон | Сезон | Эпизоды | Оригинальная дата показа | Оригинальная дата показа |
| Сезон | Сезон | Эпизоды | Премьера сезона          | Финал сезона             |
| ----- | ----- | ------- | ------------------------ | ------------------------ |
|       | 1     | 24      | 9 сентября 2004          | 12 мая 2005              |
|       | 2     | 22      | 22 сентября 2005         | 7 марта 2006             |

## Список серий

### Сезон 1 (2004—2005)
| № общий | № в сезоне | Название                                                           | Режиссёр        | Автор сценария                                                        | Дата премьеры    | Зрители в США (млн) |
| --- | ---------- | ------------------------------------------------------------------ | --------------- | --------------------------------------------------------------------- | ---------------- | ------------------- |
| 1 | 1          | «Pilot» «Пилотный эпизод»                                          | Кевин С. Брайт  | Шана Голдберг-Миэн и Скотт Силвери                                    | 9 сентября 2004  | 18.55               |
| Актёр Джоуи Триббиани приезжает из Нью-Йорка в Лос-Анджелес, где живут его старшая сестра и племянник. Здесь Джоуи пытается найти себе новую работу, а также знакомится с новой соседкой по имени Алекс. В это время племянник Джоуи, Майкл, переселяется к нему, чтобы начать самостоятельную жизнь.                                                |            |                                                                    |                 |                                                                       |                  |                     |
| 2 | 2          | «Joey and the Student» «Джоуи и ученик»                            | Кевин С. Брайт  | Скотт Силвери и Шана Голдберг-Миэн                                    | 16 сентября 2004 | 15.37               |
| Майкл просит Джоуи научить его знакомиться с девушками, и они вместе идут в ночной клуб. Джоуи узнаёт о второй работе Алекс, а Джина никак не хочет расставаться с Майклом. |            |                                                                    |                 |                                                                       |                  |                     |
| 3 | 3          | «Joey and the Party» «Джоуи и вечеринка»                           | Гэйл Манкусо    | Роберт Карлок                                                         | 23 сентября 2004 | 14.87               |
| Майкл и Джоуи устраивают дома вечеринку в надежде, что Джоуи заведёт на ней новых друзей. Знакомый и соперник Майкла, Сет, приходит на вечеринку со своей подружкой. Майкл, видя это, просит Алекс на время побыть его девушкой. |            |                                                                    |                 |                                                                       |                  |                     |
| 4 | 4          | «Joey and the Book Club» «Джоуи и книжный клуб»                    | Эндрю Д. Вейман | Джон Куаинтенс                                                        | 30 сентября 2004 | 13.59               |
| Джоуи вступает в книжный клуб Майкла. Правда, позже становится известно, с какой именно целью Джоуи вступил туда. Майкл пытается произвести впечатление на девушку из этого клуба, но потом узнаёт, что ей понравился Джоуи. |            |                                                                    |                 |                                                                       |                  |                     |
| 5 | 5          | «Joey and the Perfect Storm» «Джоуи и идеальный шторм»             | Дэвид Швиммер   | Ванесса Маккарти                                                      | 7 октября 2004   | 12.83               |
| Джоуи получает работу дублёра. Проблема в том, что ему приходится дублировать сразу троих актёров в разных спектаклях. По соседству с домом Джоуи освобождается ещё один дом и Алекс, Майкл и Джоуи пытаются скрыть это от Джины. Они не хотят, чтобы она переехала туда.                                                                            |            |                                                                    |                 |                                                                       |                  |                     |
| 6 | 6          | «Joey and the Nemesis» «Джоуи и возмездие»                         | Кевин С. Брайт  | Шерри Билсинг и Эллен Пламмер                                         | 14 октября 2004  | 13.37               |
| Из-за одного актёра Джоуи пропускает несколько важных прослушиваний. Джина ухаживает за заболевшим Майклом, и предлагает Джоуи на время пожить у неё. В квартире Джины с Джоуи происходит забавный случай. |            |                                                                    |                 |                                                                       |                  |                     |
| 7 | 7          | «Joey and the Husband» «Джоуи и муж»                               | Гэйл Манкусо    | Брайан Келли                                                          | 21 октября 2004  | 11.69               |
| Джоуи знакомится с мужем Алекс, Эриком. Его несколько удивляет то, как Эрик относится к нему. Джина собирается открыть салон красоты, и Майкл уговаривает Джоуи помочь ей в этом. |            |                                                                    |                 |                                                                       |                  |                     |
| 8 | 8          | «Joey and the Dream Girl, Part 1» «Джоуи и девушка мечты, часть 1» | Гэри Халворсон  | Брайан Букнер                                                         | 4 ноября 2004    | 12.56               |
| Джоуи начинает встречаться с Донной Дигригорио, школьной подругой Джины. Он был влюблён в неё ещё со школы. Однако несколько позже Донне звонит её муж Рон, от которого она ушла, и предлагает возобновить отношения. Просматривая старые записи, Майкл узнаёт, что в детстве хорошо играл в бейсбол.                                                |            |                                                                    |                 |                                                                       |                  |                     |
| 9 | 9          | «Joey and the Dream Girl, Part 2» «Джоуи и девушка мечты, часть 2» | Гэри Халворсон  | Роберт Карлок                                                         | 11 ноября 2004   | 11.69               |
| Джоуи продолжает встречаться с Донной, но в Лос-Анджелес неожиданно приезжает её муж. Джоуи не хочет, чтобы из-за него отношения Донны и Рона разладились. Несмотря на все чувства, которые он испытывает к Донне, Джоуи пытается вновь помирить их. Алекс узнаёт, что многие мужчины считают её «классной девушкой», и начинает пользоваться этим.  |            |                                                                    |                 |                                                                       |                  |                     |
| 10 | 10         | «Joey and the Big Audition» «Джоуи и большое прослушивание»        | Шелдон Эппс     | Джон Куаинтенс                                                        | 18 ноября 2004   | 11.92               |
| На встрече выпускников Северо-западного университета, которую устроила Алекс, Джоуи знакомится с известным продюсером. С помощью него он получает большую роль в новом телесериале. Правда, для этого Джоуи приходится притвориться выпускником этого университета. К тому же, новая роль немного не та, на которую он рассчитывал.                  |            |                                                                    |                 |                                                                       |                  |                     |
| 11 | 11         | «Joey and the Road Trip» «Джоуи и путешествие»                     | Кевин С. Брайт  | Ванесса Маккарти                                                      | 2 декабря 2004   | 11.44               |
| Джоуи, Майкл, Джина и Алекс отправляются в Лас-Вегас, где Джоуи выбран одним из судей конкурса красоты. Но с его судейством происходит небольшая накладка. В это время Алекс идёт на концерт Селин Дион, а Майкл учит Джину считать карты, чтобы выигрывать в азартных играх.                                                                        |            |                                                                    |                 |                                                                       |                  |                     |
| 12 | 12         | «Joey and the Plot Twist» «Джоуи и сюжетный поворот»               | Кевин С. Брайт  | Сюжет : Джон Поллак Телесценарий : Крэйг Дегрегорио                   | 9 декабря 2004   | 10.20               |
| После пресс-конференции продюсер сериала, в котором снимается Джоуи, изменяет его сценарий. По новому сценарию персонаж Джоуи должен погибнуть от взрыва. Алекс, Джина и Майкл в это время украшают дом Джоуи к Рождеству. |            |                                                                    |                 |                                                                       |                  |                     |
| 13 | 13         | «Joey and the Taste Test» «Джоуи и кулинарное соревнование»        | Дэвид Швиммер   | Шана Голдберг-Миэн и Скотт Силвери                                    | 6 января 2005    | 12.51               |
| На съёмках Джоуи встречается с одной из актрис, и это не нравится его продюсеру, Лорейн. Джина и Алекс устраивают соревнование, пытаясь выяснить, кто из них лучше готовит. «Судьями» они выбирают Джоуи и Майкла. |            |                                                                    |                 |                                                                       |                  |                     |
| 14 | 14         | «Joey and the Premiere» «Джоуи и премьера»                         | Кевин С. Брайт  | Мэтт Хаббард                                                          | 13 января 2005   | 12.26               |
| Джоуи приглашает Алекс, Джину и Майкла на вечеринку, посвящённую премьере нового сериала. Правда, он не может достать билеты на неё, и поэтому просит других актёров помочь ему в этом. В итоге Джина встречается с бывшим парнем Лорейн, у Алекс появляется новая подружка, а Майкл вынужден выбирать между девушкой и актёром из «Звёздного пути». |            |                                                                    |                 |                                                                       |                  |                     |
| 15 | 15         | «Joey and the Assistant» «Джоуи и секретарь»                       | Эндрю Д. Вейман | Джон Куаинтенс и Брайан Келли                                         | 20 января 2005   | 12.55               |
| Чтобы разобраться со своими проблемами, Джоуи принимает на работу секретарём парня по имени Глен. Он очень понравился Джине и они начали встречаться, что не очень нравится Джоуи. Майкл вместе с Сетом разрабатывает научный проект, но Сет приписывает его авторство только себе. Майкл просит Алекс помочь ему разрешить спор с Сетом.            |            |                                                                    |                 |                                                                       |                  |                     |
| 16 | 16         | «Joey and the Tonight Show» «Джоуи и вечернее шоу»                 | Эндрю Д. Вейман | Доти Абрамс                                                           | 3 февраля 2005   | 9.96                |
| У Джоуи важное интервью в программе «Сегодня вечером», но он опаздывает на него из-за автомобильной пробки. На помощь к нему приходит Алекс. Также в пробке у Майкла появляются неприятности, а Джина встречается сразу с двумя парнями. |            |                                                                    |                 |                                                                       |                  |                     |
| 17 | 17         | «Joey and the Valentine's Date» «Джоуи и свидание»                 | Эндрю Д. Вейман | Сюжет : Брайан Келии Телесценарий : Роберт Карлок                     | 10 февраля 2005  | 11.40               |
| Джоуи случайно назначает свидание журналистке из журнала People. Алекс делится с Джиной своей сокровенной тайной. Майкл пытается соблазнить несколько девушек сразу. |            |                                                                    |                 |                                                                       |                  |                     |
| 18 | 18         | «Joey and the Wrong Name» «Джоуи и неправильное имя»               | Кевин С. Брайт  | Сюжет : Шерри Билсинг и Эллен Пламмер Телесценарий : Мэтт Хаббард     | 17 февраля 2005  | 9.84                |
| Джоуи номинирован на телевизионную награду «Мыло». Во время награждения он называет имя не той актрисы, и пытается исправить это. Джина идёт на церемонию награждения вместе с Джоуи и чувствует себя неловко в новом платье. |            |                                                                    |                 |                                                                       |                  |                     |
| 19 | 19         | «Joey and the Fancy Sister» «Джоуи и капризная сестра»             | Гэри Халворсон  | Роберт Карлок и Брайан Букнер                                         | 24 февраля 2005  | 9.96                |
| К Джоуи из Нью-Йорка приезжает одна из его сестёр, Мария Тереза. Зная её избалованный характер, Джина и Джоуи пытаются отправить её обратно в Нью-Йорк. |            |                                                                    |                 |                                                                       |                  |                     |
| 20 | 20         | «Joey and the Neighbor» «Джоуи и соседка»                          | Гэри Халворсон  | Сюжет : Николас Дарроу Телесценарий : Ванесса Маккарти                | 24 марта 2005    | 8.76                |
| Джоуи начинает встречаться со своей новой соседкой, Сарой. К Алекс после долгого отсутствия приезжает её муж. |            |                                                                    |                 |                                                                       |                  |                     |
| 21 | 21         | «Joey and the Spying» «Джоуи и слежка»                             | Кевин С. Брайт  | Сюжет : Трейси Райли Телесценарий : Брайан Букнер                     | 21 апреля 2005   | 7.51                |
| Алекс подозревает, что у её мужа кто-то есть и следит за ним из комнаты Джоуи. Джина разрывает отношения с Гленом, потому что тот не нравится Майклу. |            |                                                                    |                 |                                                                       |                  |                     |
| 22 | 22         | «Joey and the Temptation» «Джоуи и искушение»                      | Шелдон Эппс     | Сюжет : Крэйг Дегрегорио Телесценарий : Шерри Билсинг и Эллен Пламмер | 5 мая 2005       | 7.46                |
| Джоуи должен сыграть любовную сцену с Кармен Электрой, но боится делать это из-за Сары. Он просит Майкла помочь ему. Алекс узнаёт об измене мужа. |            |                                                                    |                 |                                                                       |                  |                     |
| 23 | 23         | «Joey and the Breakup» «Джоуи и разрыв»                            | Эндрю Д. Вейман | Сюжет : Джон Куаинтенс Телесценарий : Николас Дарроу                  | 12 мая 2005      | 8.56                |
| Сара получает новую должность в Вашингтоне и ей приходится выбирать между работой и Джоуи. Алекс сильно переживает из-за разрыва с мужем, и Джина пытается успокоить её. Майкл встречается с женщиной, которая намного старше его. |            |                                                                    |                 |                                                                       |                  |                     |
| 24 | 24         | «Joey and the Moving In» «Джоуи и переезд»                         | Кевин С. Брайт  | Скотт Силвери и Шана Голдберг-Миэн                                    | 12 мая 2005      | 8.56                |
| Джоуи предлагает Саре переехать в его дом. Алекс не знает, как начать новые отношения после развода. Майкл собирается идти вместе с Сетом на показ фильма «Звёздные войны». Джина становится секретарём Бобби. Алекс и Джоуи проводят вместе ночь.                                                                                                   |            |                                                                    |                 |                                                                       |                  |                     |

### Сезон 2 (2005—2006)
| № общий | № в сезоне | Название                                                                     | Режиссёр       | Автор сценария                          | Дата премьеры      | Зрители в США (млн) |
| --- | ---------- | ---------------------------------------------------------------------------- | -------------- | --------------------------------------- | ------------------ | ------------------- |
| 2526 | 12         | «Joey and the Big Break» «Джоуи и большой перерыв»                           | Кевин С. Брайт | Скотт Силвери и Роберт Карлок           | 22 сентября 2005   | 7.80                |
| Джоуи перестаёт сниматься в «Глубокой Пороше» и пытается найти другую роль. Во время этих поисков он знакомится с Заком. Джина осваивается на новой работе. Майкл выдаёт себя за Джоуи, чтобы понравиться девушке. Алекс, также как и Джоуи, чувствует себя неловко из-за того, что они были вместе. Джоуи проходит пробы на новую роль. Майкл хочет, чтобы Джоуи пошёл с ним на двойное свидание и с этой целью знакомит его с девушкой. Джоуи устраивает для Алекс романтический ужин. |            |                                                                              |                |                                         |                    |                     |
| 27 | 3          | «Joey and the Spanking» «Джоуи и воспитание»                                 | Кевин С. Брайт | Майкл Борков                            | 29 сентября 2005   | 7.45                |
| На съёмках нового фильма Джоуи встречает очень известного, но непослушного мальчика. Все вынуждены исполнять его капризы, но Джоуи не желает мириться с этим. Джина ищет друга для Алекс, чтобы помочь ей забыть о Джоуи. |            |                                                                              |                |                                         |                    |                     |
| 28 | 4          | «Joey and the Stuntman» «Джоуи и каскадёр»                                   | Кевин С. Брайт | Джон Куаинтенс                          | 6 октября 2005     | 7.18                |
| Дублёр Джоуи повреждает руку и тот вынужден исполнять опасный трюк сам. Майкл встречается с Эбби, сценаристкой из фильма, в котором снимается Джоуи. Фотография, на которой изображены Джоуи и Алекс, появляется в журнале US Magazine. |            |                                                                              |                |                                         |                    |                     |
| 29 | 5          | «Joey and the House» «Джоуи и новый дом»                                     | Бен Вайс       | Бретт Баер и Дэйв Финкел                | 13 октября 2005    | 7.35                |
| Джоуи подумывает о покупке собственного дома. Однако затем его планы изменяются. Алекс много думает о Джоуи, и из-за этого у неё случаются перепады настроения. |            |                                                                              |                |                                         |                    |                     |
| 30 | 6          | «Joey and the ESL» «Джоуи и курсы английского»                               | Питер Бонерц   | Ванесса Маккарти                        | 20 октября 2005    | 7.60                |
| Пытаясь понравиться симпатичной студентке, Джоуи записывается на курсы английского языка. Джина случайно теряет своего клиента, но находит нового, актёра Бенджамина Локвуда, и это очень не нравится Джоуи. |            |                                                                              |                |                                         |                    |                     |
| 31 | 7          | «Joey and the Poker» «Джоуи и покер»                                         | Кевин С. Брайт | Мэтт Хаббард                            | 3 ноября 2005      | 7.70                |
| Чтобы стать ближе к Джоуи, Алекс предлагает ему сыграть вместе в покер. Она придумывает новые правила игры, что позволяет Джоуи «выигрывать». Позже Джоуи приглашают на шоу «Покер со знаменитостями». Зак пытается уговорить Джоуи заняться благотворительностью, а Майкл вместе с Эбби борется за права животных. |            |                                                                              |                |                                         |                    |                     |
| 32 | 8          | «Joey and the Sex Tape» «Джоуи и запись»                                     | Кевин С. Брайт | Линда Видетти Фигуеиредо                | 10 ноября 2005     | 8.08                |
| В молодости Джоуи пообещал одной даме, что женится на ней, но не сдержал обещание. Теперь он должен извиниться перед ней. Джина и Алекс хотят составить Бобби компанию на её день рождения. |            |                                                                              |                |                                         |                    |                     |
| 33 | 9          | «Joey and the Musical» «Джоуи и мюзикл»                                      | Гэри Халворсон | Ванесса Маккарти                        | 17 ноября 2005     | 8.02                |
| Зак и Джоуи ставят мюзикл, в котором снимается мама девушки Джоуи, а также мама Бобби. Алекс пишет в своём ноутбуке письмо Джоуи, а тот, случайно прочитав его, думает, что это письмо адресовано Эрику. |            |                                                                              |                |                                         |                    |                     |
| 34 | 10         | «Joey and the Bachelor Thanksgiving» «Джоуи и холостяцкий День благодарения» | Кевин С. Брайт | Джон Куаинтенс                          | 24 ноября 2005     | 5.46                |
| Джина планирует отпраздновать День благодарения с Джоуи, Майклом и Алекс, но тем не особо нравится эта идея. Вместо этого Джоуи, а затем и Майкл, идут на другую вечеринку. Также Джоуи и Зак находят во дворе нового дома старинные вещи, принадлежавшие коренным американцам. |            |                                                                              |                |                                         |                    |                     |
| 35 | 11         | «Joey and the High School Friend» «Джоуи и школьный друг»                    | Шелдон Эппс    | Майкл Борков                            | 8 декабря 2005     | 7.77                |
| К Джоуи приезжает его лучший школьный друг Джимми. Из-за Джины друзья немного ссорятся. Майкл узнаёт, кто на самом деле его отец. Джоуи пытается подружиться с техниками из его сериала, но те ставят ему неожиданное условие. |            |                                                                              |                |                                         |                    |                     |
| 36 | 12         | «Joey and the Tijuana Trip» «Джоуи и путешествие в Тихуану»                  | Гэри Халворсон | Роберт Карлок                           | 15 декабря 2005    | 7.99                |
| Джоуи, Майкл и Зак едут в Мексику, чтобы развлечься, но там с ними происходят небольшие неприятности. Алекс решает немного развеяться, и они с Джиной идут на вечеринку. |            |                                                                              |                |                                         |                    |                     |
| 37 | 13         | «Joey and the Christmas Party» «Джоуи и Рождественская вечеринка»            | Гэри Халворсон | Мэтт Хаббард и Линда Видетти Фигуеиредо | 15 декабря 2005    | 7.99                |
| Джоуи устраивает рождественскую вечеринку. Зак и Майкл пытаются знакомиться с девушками. Алекс готовит для Джоуи рождественский подарок. Джоуи случайно узнаёт, что она влюблена в него. |            |                                                                              |                |                                         |                    |                     |
| 38 | 14         | «Joey and the Snowball Fight» «Джоуи и игра в снежки»                        | Гэри Халворсон | Трейси Райли и Мэтт Хаббард             | 7 марта 2006       | 4.09                |
| Алекс встречается со знакомым Джоуи, Дином, и Джоуи очень расстраивается из-за этого. Бобби пытается уладить проблемы с игрушечной фигуркой, изображающей персонажа Джоуи, пока та не поступила в продажу. Джина предполагает, что беременна, и Джимми готовится стать отцом. |            |                                                                              |                |                                         |                    |                     |
| 39 | 15         | «Joey and the Dad» «Джоуи и папа»                                            | Кевин С. Брайт | Роберт Карлок и Джон Куаинтенс          | 18 апреля 2006[A]  | N/A                 |
| К Джоуи приезжает его папа Джоуи Триббиани — старший. Джоуи узнаёт, что отец совсем не гордится его успехами в актёрской карьере. Рядом с большим плакатом, изображающим персонажа Джоуи, ставят плакат Кармен Электры, и тот отвлекает на себя всё внимание зрителей. |            |                                                                              |                |                                         |                    |                     |
| 40 | 16         | «Joey and the Party for Alex» «Джоуи и вечеринка для Алекс»                  | Гил Кейтс-мл.  | Ванесса Маккарти                        | 9 мая 2006[B]      | N/A                 |
| Дин устраивает вечеринку в честь 30-летия Алекс. Кроме этого, он собирается сделать ей предложение. Джоуи узнаёт об этом и не знает, что ему предпринять. Джина и Джимми делают татуировки. |            |                                                                              |                |                                         |                    |                     |
| 41 | 17         | «Joey and the Big Move» «Джоуи и большой переезд»                            | Гэри Халворсон | Джин Ю                                  | 16 мая 2006[C]     | N/A                 |
| Джоуи собирается переехать в свой новый дом, но там происходит пожар. Он пытается выяснить, из-за чего это произошло. Джимми узнаёт кое-что важное о Майкле. Майкл находит новых соседей по квартире. |            |                                                                              |                |                                         |                    |                     |
| 42 | 18         | «Joey and the Beard» «Джоуи и обман»                                         | Питер Бонерц   | Дэн Холден и Линда Видетти Фигуеиредо   | 23 мая 2006[C]     | N/A                 |
| Джоуи встречается с известной актрисой, но не догадывается, что их свидания — просто рекламный ход. Джимми решает переехать к Джине. |            |                                                                              |                |                                         |                    |                     |
| 43 | 19         | «Joey and the Critic» «Джоуи и кинокритик»                                   | Бен Вайс       | Майкл Борков                            | 6 июня 2006[A]     | N/A                 |
| Новый фильм Джоуи получает неплохие отзывы критиков, но один из них ставит ему низший балл. Джоуи пытается выяснить, кто именно сделал это. Также Джоуи хочет открыть собственную кинокомпанию и приглашает Джимми в свой штат. Алекс расстаётся с Дином. |            |                                                                              |                |                                         |                    |                     |
| 44 | 20         | «Joey and the Actor's Studio» «Джоуи и ток-шоу»                              | Кевин С. Брайт | Джон Куаинтенс                          | 28 июня 2006[A]    | N/A                 |
| Джоуи приглашён на мастер-класс в телепередачу Inside the Actor’s Studio. Джимми вместе с Джоуи участвует в медицинских экспериментах. Также он планирует сделать Джине предложение. Джоуи хочет продолжить отношения с Алекс, но та оказывается не готовой к этому. |            |                                                                              |                |                                         |                    |                     |
| 45 | 21         | «Joey and the Holding Hands» «Держась за руки»                               | Питер Бонерц   | Ванесса Маккарти и Роберт Карлок        | 30 мая 2006[C]     | N/A                 |
| Джоуи устраивают его отношения с Алекс, но он хочет, чтобы их чувства стали глубже. Джимми делает Джине предложение, но потом выясняется, что он всё ещё женат. Майкл переписывается в Интернете с девушкой. |            |                                                                              |                |                                         |                    |                     |
| 46 | 22         | «Joey and the Wedding» «Джоуи и свадьба»                                     | Кевин С. Брайт | Элисон Фриерл и Джон Куаинтенс          | 23 августа 2006[C] | N/A                 |
| Джимми и Джина собираются пожениться. Джимми назначает Джоуи и Майкла своими шаферами. Однако перед самой свадебной церемонией происходит то, чего никто не ожидал. Джоуи выбран открывающим бейсбольный матч за команду «Доджерс». |            |                                                                              |                |                                         |                    |                     |

### Комментарии
A Премьерный показ в Ирландии на телеканале RTÉ Two
B Премьерный показ в Латинской Америке на телеканале WBTV и Норвегии на телеканале TV 2
C Премьерный показ в Латинской Америке на телеканале WBTV